# Banjarmasin
Banjarmasin, também conhecida por Bandjermasin, Bandjarmasin, Bandarmasih e Banjar-Masih, é uma cidade da Indonésia e antiga capital de um importante sultanato. Atualmente é a capital da província de Kalimantan do Sul, Indonésia. Está localizada numa ilha de um delta próximo da junção dos rios Barito e Martapura, pelo que a cidade é por vezes chamada de "Cidade dos Rios". A sua população em 2015 era de 674 739 habitantes, sendo 98% da população residente na área urbana.

## História
Banjarmasin foi uma das terras tributárias do Império de Majapait em Java Oriental citada por Nagarakertagama, um poema épico escrito em 1365 na época do rei Hayam Wuruk (reinado 1350-1389). Vestígios do período Majapait foram encontrados na província.
A islamização de Banjarmasin é favorecida pela ascensão do reino muçulmano de Demak na costa norte de Java no início do século XVI. A Companhia Holandesa das Índias Orientais (VOC) abriu um posto comercial em 1606. Na década de 1620, o sultão Agung de Mataram em Java queria atacar Banjarmasin e pediu o apoio naval da VOC, que o recusou. Banjarmasin acabaria tornando-se vassalo de Mataram, mas a emancipação veio em 1659.
Em 1733, uma frota de piratas de Bugis atacou Banjarmasin sem êxito. O declínio doa VOC no final do século XVIII permitiu um renascimento das redes comerciais asiáticas, muçulmanas e chinesas, favorecendo o desenvolvimento de Banjarmasin.
Em 1800, o governo holandês assumiu os ativos da VOC, declarada falida. A partir de 1815, a luta holandesa passou ao ataque a "piratas malavistas" que saqueavam a costa de Java. Essas campanhas serviram de desculpa para atacar os sultanatos malaios, incluindo Banjarmasin. Entre 1817 e 1821, o sultão teve que abandonar os territórios aos holandeses, que começaram a minar minas de carvão em 1846. 
Banjarmasin foi ocupada pelo império japonês em 10 de fevereiro de 1942, em função de seus aeroportos que permitiriam aos japoneses controlar o mar de Java.

## Economia
A economia de Banjarmasin, antigamente baseada principalmente no extrativismo, atualmente transiciona para depender mais de serviços e comércio. O transporte aquático é uma das principais atividades econômicas da cidade, e o mercado flutuante indica a importância da atividade.